# Regiunea Poltava
Regiunea Poltava (ucraineană: Полтавська область) este o regiune situată în partea centrală a Ucrainei, pe malul stâng al Niprului. A fost înființată pe 22 septembrie 1937. Se învecinează la nord cu regiunea Cernigov și regiunea Sumî, la est cu regiunea Harkov, la sud cu regiunea Dnepropetrovsk și regiunea Kirovograd și la vest cu regiunea Cerkasî și regiunea Kiev. Are o suprafața de 28,7 mii km² (4,8% din suprafața Ucrainei). Populația regiunii în 2013 era de 1.466.786 persoane (3,22% din populația totală a Ucrainei). Centrul regiunii este orașul Poltava. Este împărțită în 4 raioane, are 16 orașe (din care 6 de subordonare regională), 21 de localități de tip urban, 1806 de localități rurale. Amplasarea geografică favorabilă, zăcămintele mari de minerale, așezarea în zona fizico-geografică silvostepică cu condiții pedoclimatice prielnice, rețeaua deasă de transport au fost factorii importanți ai dezvoltării tuturor ramurilor economiei regiunii Poltava.

## Demografie
Componența lingvistică a regiunii Poltava
     Ucraineană (89,98%)
     Rusă (9,47%)
     Alte limbi (0,28%)
Conform recensământului din 2001, majoritatea populației regiunii Poltava era vorbitoare de ucraineană (89,98%), existând în minoritate și vorbitori de rusă (9,47%).